# Droum
Droum ist eine Landgemeinde im Departement Mirriah in Niger.

## Geographie
Droum liegt in der Sahelzone. Die Nachbargemeinden sind Tirmini im Norden, Zinder im Osten, Dogo im Süden, Doungou im Südwesten und Ichirnawa im Nordwesten. Bei den Siedlungen im Gemeindegebiet handelt es sich um 79 Dörfer und 143 Weiler. Zusätzlich erhebt Droum Ansprüche auf die Dörfer Karagoua Wanzamey und Zangon Ismagaïla sowie die Weiler Garin Dodan Gado, Garin Gona und Guidan Abba Chékadawa im Arrondissement Zinder IV, auf den Weiler Kadada im Arrondissement Zinder V und auf den Weiler Nahouta in der Nachbargemeinde Dogo. Der Hauptort der Landgemeinde Droum ist das Dorf Droum.
Die Forêt classée de Droum ist ein 15 Hektar großes unter Naturschutz stehendes Waldgebiet im Gemeindegebiet von Droum. Die Unterschutzstellung erfolgte 1952.

## Geschichte
Der Herrschaftssitz Droum wurde um 1820 von Sultan Sélimane dan Tintouma seinem Sultanat Zinder angeschlossen, das zum Reich Bornu gehörte. Sultan Ibrahim dan Sélimane von Zinder, der von 1822 bis 1841 und von 1843 bis 1850 regierte, ermunterte Tuareg aus dem Aïr sich in seinem Sultanat anzusiedeln. Er stellte deren versklavten Ackerbauern, den Iklan, Land bei den Dörfern Droum, Baban Tapki, Dogo, Gouna und Zermou zur Verfügung. Ende des 19. Jahrhunderts boten die Märkte von Droum und weiteren Dörfern in der Region dem in der Stadt Zinder ansässigen bedeutenden Händler Malan Yaroh jene Handwerksprodukte, Pelze, Tierhäute und Henna, die er für den Transsaharahandel benötigte.
Frankreich besetzte 1899 das Sultanat Zinder. Die französische Kolonialverwaltung richtete Anfang des 20. Jahrhunderts einen Kanton in Droum ein, dem 1923 der aufgelöste Kanton von Mazoza und 1924 der aufgelöste Kanton von Magaria Tounkour angeschlossen wurden. Die Märkte in Droum und im zu Droum gehörenden Dorf Gogo zählten zu den kleinen Märkten in der Region, die bereits zu Beginn des 20. Jahrhunderts von der französischen Verwaltung zugelassen wurden. Im Jahr 2002 ging im Zuge einer landesweiten Verwaltungsreform aus dem Kanton Droum die Landgemeinde Droum hervor.

## Bevölkerung
Bei der Volkszählung 2012 hatte die Landgemeinde 102.306 Einwohner, die in 16.880 Haushalten lebten. Bei der Volkszählung 2001 betrug die Einwohnerzahl 55.078 in 9755 Haushalten.
Im Hauptort lebten bei der Volkszählung 2012 4193 Einwohner in 731 Haushalten, bei der Volkszählung 2001 3753 in 665 Haushalten und bei der Volkszählung 1988 2129 in 364 Haushalten.
In ethnischer Hinsicht ist die Gemeinde ein Siedlungsgebiet von Damagarawa, Daurawa, Fulbe, Iklan, Kanuri und Katsinawa. In Droum leben außerdem Angehörige der vor allem Agropastoralismus betreibenden Tuareg-Untergruppen Iguimirdan, Mikitan und Tafazarak.

## Politik
Der Gemeinderat (conseil municipal) hat 24 gewählte Mitglieder. Mit den Kommunalwahlen 2020 sind die Sitze im Gemeinderat wie folgt verteilt: 11 PNDS-Tarayya, 3 ARD-Adaltchi Mutunchi, 3 CPR-Inganci, 3 RDR-Tchanji, 2 MODEN-FA Lumana Africa, 1 MNSD-Nassara und 1 RPP-Farilla.
Jeweils ein traditioneller Ortsvorsteher (chef traditionnel) steht an der Spitze von 75 Dörfern in der Gemeinde, darunter dem Hauptort.

## Kultur und Sehenswürdigkeiten
Eine mit Legenden verbundene Sehenswürdigkeit in der Gemeinde ist der „Friedhof ohne Gräber“ im Dorf Zangon Illo.

## Wirtschaft und Infrastruktur
Die Gemeinde liegt in einer Zone, in der Regenfeldbau betrieben wird. Wochenmärkte werden im Hauptort und im Dorf Mazoza abgehalten. Das staatliche Versorgungszentrum für landwirtschaftliche Betriebsmittel und Materialien (CAIMA) unterhält eine Verkaufsstelle im Hauptort. Dort wird auch eine Niederschlagsmessstation betrieben.
Gesundheitszentren des Typs Centre de Santé Intégré (CSI) sind im Hauptort sowie in den Siedlungen Gogo und Magaria Tounkour vorhanden. Bis auf das Gesundheitszentrum in Gogo verfügt alle jeweils über ein eigenes Labor und eine Entbindungsstation. Der CEG Droum ist eine allgemein bildende Schule der Sekundarstufe des Typs Collège d’Enseignement Général (CEG). Das Berufsausbildungszentrum Centre de Formation aux Métiers de Droum (CFM Droum) bietet Lehrgänge in Landwirtschaftsmechanik, Brunnenbau, Metallbau, familiärer Wirtschaft, Tischlerei und Schneiderei an.
Durch den Hauptort führt die 90,6 Kilometer lange Landstraße RR7-004 zwischen Matamèye und der Nationalstraße 11. Hier zweigt die 17,12 Kilometer lange Route 753 nach Magéma ab.